# توبو، لا یونیون
توبو، لا یونیون (به لاتین: Tubao, La Union) یک سکونتگاه مسکونی در فیلیپین است که در لا یونیون واقع شده‌است.

## خصوصیات
توبو ۵۰٫۷۵ کیلومترمربع مساحت و ۲۶٬۹۹۳ نفر جمعیت دارد.

## نگارخانه

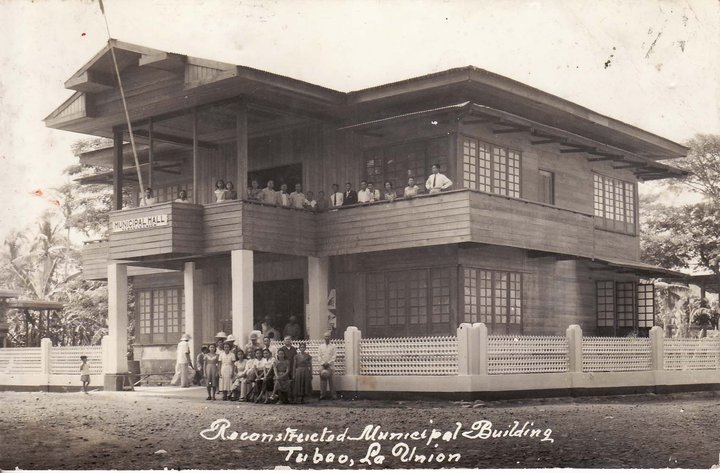
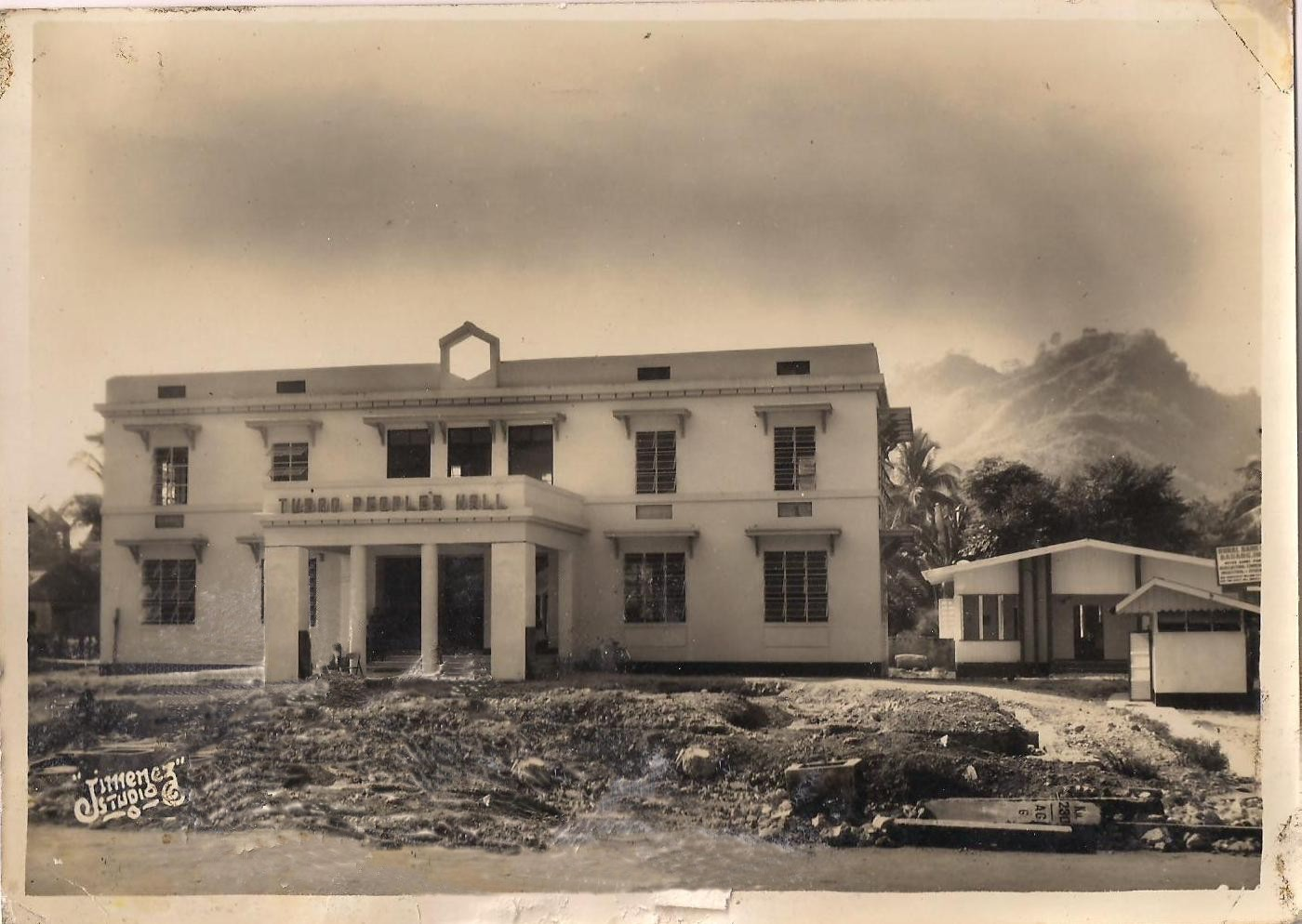
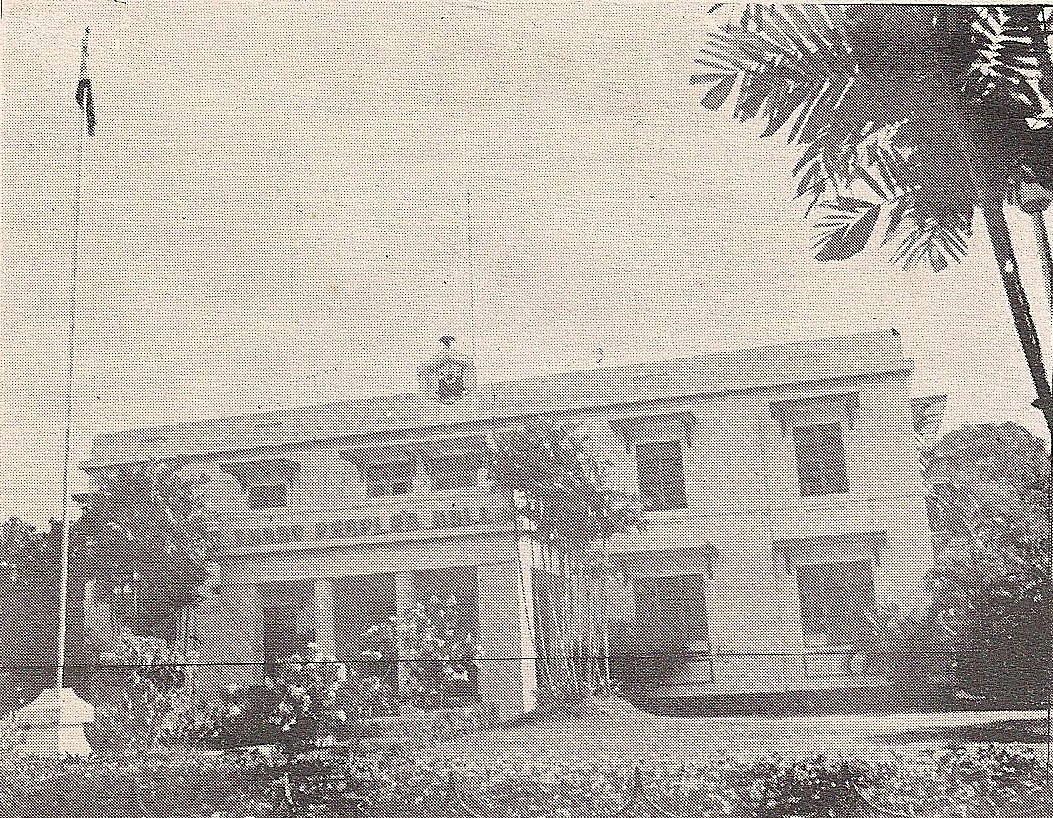
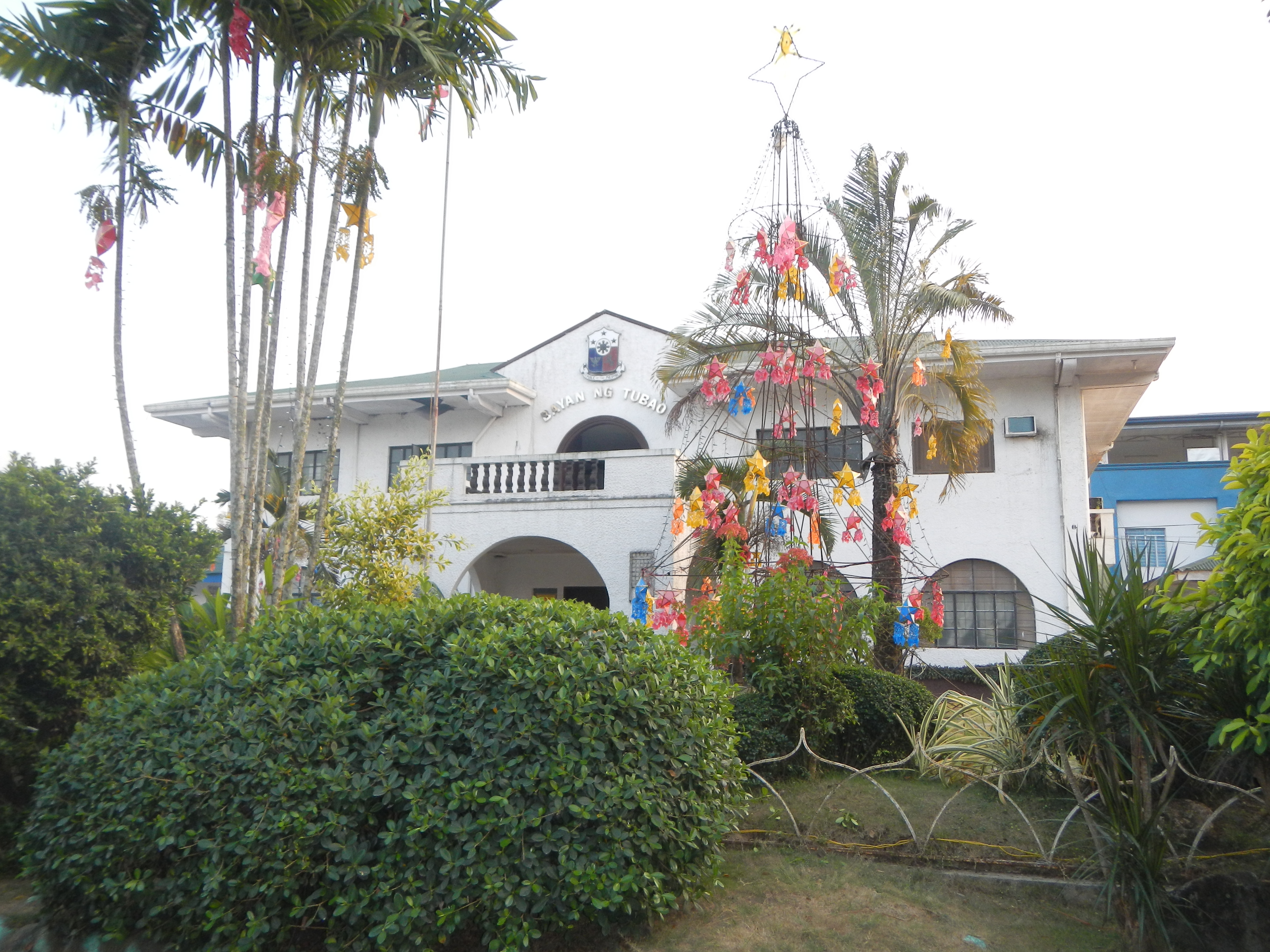